# Aleksandr Butlerow
Aleksandr Michajłowicz Butlerow (ros. Александр Михайлович Бутлеров, ur. 3 września?/15 września 1828 w Czistopolu, zm. 5 sierpnia?/17 sierpnia 1886 w Butlerowce koło m. Aleksiejewskoje) − rosyjski chemik, profesor Uniwersytetu w Kazaniu (od roku 1854) i Petersburgu (od 1869), członek Petersburskiej Akademii Nauk. Opracował teorię struktury związków organicznych. Po raz pierwszy wydzielił azobenzen. Zsyntetyzował jodek metylenu i urotropinę. Wykazał istnienie izomerii w związkach nienasyconych. Twórca kazańskiej szkoły chemików organicznych. Interesował się także pszczelarstwem i mediumizmem.

## Życiorys
Urodzony w rodzinie ziemiańskiej. Ojciec był oficerem w wojnie z Napoleonem Bonaparte w 1812 roku. Uczył się na prywatnej pensji, później w Gimnazjum Kazańskim. W latach 1844–1849 studiował na Uniwersytecie Kazańskim. 
Od 1849 roku nauczyciel akademicki, od 1854 profesor nadzwyczajny, a od 1857 profesor zwyczajny chemii w Kazaniu. W latach 1860–1863 dwukrotnie rektor Uniwersytetu Kazańskiego. W latach 1868–1885 profesor zwyczajny chemii na Uniwersytecie Petersburskim. Od 1885 roku w stanie spoczynku, jednak dalej wykładał chemię specjalną. W 1871 roku akademik nadzwyczajny, a w 1874 akademik zwyczajny Petersburskiej Akademii Nauk. W latach 1878–1882 zmienił N. N. Zinina na stanowisku przewodniczącego Oddziału Chemii Rosyjskiego Związku Fizyko-Chemicznego.
W 1856 roku zainteresował się pszczelarstwem i stało się dla niego drugą pasją. Prowadził doświadczenia nad różnymi typami uli i sposobami gospodarki pasiecznej, konstruował sprzęt pasieczny, interesował się pszczołą kaukaską. Organizował wystawy, zjazdy, występował jako prelegent. W 1885 zorganizował Ludową Buraszewską Szkołę Pszczelarską. Redagował czasopismo pszczelarskie Russkij pczełowodnyj listok, które wychodziło 33 lata. Wydał też kilka książek o tematyce pszczelarskiej, które były przetłumaczone na język polski. Za wkład w rozwój pszczelarstwa nazwano go ojcem racjonalnego pszczelarstwa rosyjskiego.

## Dorobek
Wybrane polskie publikacje książkowe:
- Teoria budowy związków organicznych. Wybór pism, Warszawa, Państwowe Wydawnictwo Naukowe, 1953[1]
- Jak hodować pszczoły, Warszawa, 1886[2].
- Pszczoła, jéj życie i główne prawidła rozumowanego hodowania pszczół, Suwałki, B. Grabowski, 1877[2]
- Rozmaite sposoby sztucznego rozmnażania pszczół oraz inne uwagi, które pszczelarz koniecznie znać powinien, Suwałki, B. Grabowski, 1877[2]
- Medjumizm. Studja obserwacyjne w zakresie spirytyzmu doświadczalnego, Lwów, "Kultura i Sztuka", 1921[2]
- Mediumizm, Oficyna Wydawnicza Rivail, 2012, ISBN 978-83-62402-25-0[3]